# ويليم ماير
ويليم ماير (بالهولندية: Willem Meijer)‏ هو عالم نبات هولندي، ولد في 1923 في لاهاي في هولندا، وتوفي في 21 أكتوبر 2003 في ليكسينغتون في الولايات المتحدة.